# Demone (informatica)
Un demone (in lingua inglese daemon), in informatica e più in generale nei sistemi operativi multitasking, è un programma eseguito in background, cioè senza che sia sotto il controllo diretto dell'utente, tipicamente fornendo un servizio all'utente. Principalmente viene utilizzato sui server ma anche su normali PC.

## Etimologia
I programmatori di CTSS coniarono il termine demone in analogia con il diavoletto di Maxwell e tutti i sistemi discendenti da esso, incluso Unix, hanno ereditato la terminologia. I demoni sono personaggi della mitologia greca, alcuni dei quali eseguivano compiti di cui gli dèi non potevano occuparsi, esattamente come i demoni eseguono compiti in background di cui l'utente non vuole o non può occuparsi. BSD e alcuni dei suoi derivati hanno adottato un demone come mascotte, anche se disegnato come stereotipo del diavolo del Cristianesimo.
Un'altra possibile etimologia del termine è nell'acronimo "disk and execution monitor" (monitor dei dischi e dell'esecuzione), ma è più che altro una supposizione.

## Descrizione e funzionamento
Di solito i demoni hanno nomi che finiscono per "d": per esempio, syslogd è il demone che gestisce i log di sistema, dhcpd è il demone che assegna l'indirizzo IP in maniera dinamica tramite DHCP, httpd è il demone che fa girare il servizio HTTP
Spesso i demoni vengono avviati al boot del sistema: in generale hanno la funzione di rispondere a determinate richieste, che siano di rete, hardware, ecc. Ad esempio, alcuni usi dei demoni possono essere la configurazione delle periferiche, (come DEVFS nei sistemi Linux), eseguire dei compiti impostati a determinati intervalli (come cron), gestire il suono (come aRts e esd), gestione del controllo versione (come CVS o subversion) e una vasta varietà di altri compiti. In generale dunque essi offrono all'utente e all'amministratore determinati servizi.

## Aspetti tecnici
In senso strettamente tecnico, i sistemi Unix considerano come demone qualsiasi processo che abbia init come processo padre e che non abbia più alcun terminale controllante (cioè un terminale che gli possa inviare direttamente dei segnali). Poiché init adotta i processi orfani, il metodo comunemente usato dai programmi per rendersi demoni è quello di invocare la chiamata di sistema fork per creare un processo figlio che sia un loro duplicato e poi terminare,  mentre il figlio, rimasto orfano (e quindi adottato da init), continua normalmente l'esecuzione chiudendo i canali standard, invocando la chiamata di sistema setsid per disconnettersi da ogni terminale controllante e cambiando la directory corrente a / in modo da non tenere inutilmente occupati dei file system (cosa che impedirebbe di smontarli). Spesso si fa riferimento a questo paradigma definendolo con l'espressione inglese «fork off and die».
Nei sistemi Unix è possibile rendere un qualsiasi programma non interattivo pressoché identico ad un demone eseguendolo in background tramite il comando nohup ed effettuando la redirezione dello standard input, standard output e standard error a /dev/null). Ad esempio:
```
 user@host:/path $ 
nohup batchscript.sh 
<
/dev/null   
>
/dev/null 2
>
&
1 
&

 [1] 29788
 user@host:/path $
```

Dove:
- batchscript.sh è il programma da avviare;
- </dev/null indica di usare /dev/null come standard input;
- >/dev/null indica di indirizzare lo standard output a /dev/null;
- 2>&1 indica di indirizzare lo standard error alla stessa destinazione dello standard output (sempre /dev/null);
- lo & finale indica di eseguire in background il tutto.

macOS, essendo un sistema Unix, ha anch'esso «demoni». In Mac OS X esistono anche i «servizi», ma sono concettualmente differenti.
Nei sistemi MS-DOS e affini, l'analogo dei demoni sono i programmi TSR (Terminate and Stay Resident, ovvero «termina e resta in memoria»).
In Microsoft Windows, i programmi che svolgono le funzioni di demone sono i cosiddetti servizi di Windows.